# Helmut Bendler
Helmut Bendler (* 30. März 1913 in Elsterwerda; † 23. Juni 1994) war ein deutscher Jurist und Richter am Bundesgerichtshof.

## Leben
Vor seiner Ernennung zum Bundesrichter war Bendler zuletzt Vorsitzender (Senatspräsident) des 4. Senats (Juristischen Beschwerdesenats) des Bundespatentgerichts. Vom 18. Oktober 1972 bis zu seinem Ausscheiden am 31. Oktober 1976 gehörte er dem X. Zivilsenat des Bundesgerichtshofes an.

## Werke und Veröffentlichungen (Auswahl)
- Klauer/Möhring, Patentrechtskommentar, 3. Auflage 1971; Kommentierung der §§ 36b – 41o und 43 – 46k des Patentgesetzes
- „Zur Rechtsprechung des X. Zivilsenats (Patentsenat).“ In: „25 Jahre Bundesgerichtshof“ (Festschrift), C.H. Beck´sche Buchhandlung, München, 1975